# Замок Броуди
«Замок Броуди» (англ. Hatter's Castle) — первый роман Арчибалда Кронина. В оригинале носит название «Hatter’s Castle» («Замок шляпника»). При написании романа Кронин несколько раз уничтожал написанное, начиная работу заново. Вопреки пессимистичным ожиданиям автора, «Замок Броуди» принёс ему успех. Сюжет включает в себя много героев и побочных линий, но все они связаны с жизнью торговца шляпами, Джеймса Броуди, чей нарциссизм и жестокость постепенно разрушают его семью. Роман состоит из 3-х частей и охватывает трёхлетний период конца XIX века. В 1942 году по книге был снят фильм с Робертом Ньютоном, Деборой Керр и Джеймсом Мэйсоном.

## Персонажи
Персонажи описаны на момент начала романа.
- Джеймс Броуди — мужчина около 45 лет, громадного роста, сурового вида, сильный, жестокий, властный и пунктуальный человек, владелец магазина шляп, который он гордо называет «предприятием». Он не продаёт сам шляпы, считая такое дело ниже своего достоинства, а поручает это своему подручному Перри, делая исключения только для знатных покупателей. Мнит себя родственником Уинтонов, ведь фамилия их герцогов — Броуди. Но бытует мнение, что родство это было незаконным, «не в палатах, а на задворках».
- Маргарет Броуди — жена Джеймса Броуди. Ей 42 года, но выглядит она лет на 10 старше благодаря постоянной работе по дому и жизни в каменных стенах. Из некогда видной девицы она превратилась в истомлённую и уставшую женщину, вид которой у Броуди вызывает отвращение, и ценит он её лишь потому, что она заменяет прислугу в доме. Миссис Броуди не видит жестокости мужа, не обращает внимание на его оскорбления. Утешение находит только в своём сыне Мэтью, который, по мнению Броуди, из-за её излишней заботы стал размазнёй.
- Мэтью Броуди — старший из детей в семье, единственный сын Броуди и его наследник. На вид ему 24 года, он работает на судовой верфи. Не оправдал ожидания отца из-за своей мягкотелости и легкомысленности, поэтому Броуди хочет отправить его в Индию, чтобы тот набрался мужества и стал самостоятельным человеком.
- Мэри Броуди — старшая дочь, добрая и красивая 17-летняя девушка, которая день ото дня расцветает словно нежный цветок. Мэри помогает матери по хозяйству в доме. Для этого отец насильно забрал её из школы в 12 лет. Она очень любит Несси и Мэтью, пытается проводить с ними как можно больше времени. Но всё же Мэри чувствует себя одинокой, словно заложницей в темнице.
- Несси Броуди — младшая дочь, милая девочка. Она является единственным членом семьи, которого Броуди любит. Ей 12 лет, она очень способная. Отец возлагает на неё большие надежды, рассчитывает на то, что она прославит фамилию «Броуди», тем самым потешит его гордость. Несси страдает из-за того, что проводит почти всё свободное время за учебниками, не имея друзей.
- Бабушка Броуди — мать Джеймса Броуди. Хоть ей и 72 года, но она не дряхлая, а лишь сморщенная и высохшая старуха. Она, как и все, боится своего сына, а всех остальных недолюбливает, особенно Мэри. Еду она ставит выше своих родных, выхватывает всегда лучший кусочек.
- Денис Фойль — возлюбленный Мэри, обольстительный и подающий надежды молодой человек, коммивояжёр фирмы «Файндли и Ко» из Глазго, продающий чай. Родом из Ирландии, живёт в соседнем городке Дэррок, в котором самый известный трактир принадлежит его отцу, что подмечает даже Джеймс Броуди, однако всё равно считает Дениса подозрительным субъектом, негодяем и бездельником.
- Доктор Ренвик — молодой человек, собирающийся переезжать в Ливенфорд после окончания университета в Эдинбурге для открытия медицинской практики.
- Нэнси — молодая красивая девушка, буфетчица в трактире «Герб Уинтонов».

## Сюжет

### Часть первая
Действие начинается в мае 1879 года в выдуманном шотландском городке Ливенфорде, что находится в устье реки Клайд, где в неё впадает река Ливен, с описания быта семьи Броуди, которая живёт в небольшом, но поражающим своей массивностью и суровостью доме. Его глава — Джеймс Броуди, владелец единственного в городе магазина шляп, деспотичный и жестокий человек, наказывает своей дочери Мэри прекратить общение с коммивояжёром Денисом Фойлем. Но та не только тайно уходит из дома на ярмарку, но и занимается любовью с Денисом, что приведёт к её беременности.
Вскоре сын Броуди, Мэтью, отправляется на пятилетнюю службу в Индию, которую для него выбил отец. Через три месяца Мэри, узнав о беременности, вместе с Денисом строит план побега со свадьбой, которые должны состояться в конце года. Денис приходит к Броуди и просит у него разрешения видеться с Мэри, на что Броуди пытается его ударить за дерзость и, промахнувшись, ломает кисть о стену, а после заточает свою дочь в доме, запрещая ей даже выходить из него.
Через полтора месяца, в октябре, Мэри решает покончить с собой с помощью лимонной соли, но её спасает яблоко с запиской, попавшее в комнату через окно. Так возобновляется общение с Денисом. 28 декабря миссис Броуди узнаёт о беременности дочери, когда у той начинаются преждевременные роды. Отец, кипя от злости, вышвыривает Мэри на улицу, где бушует сильнейший за последние сто лет в Шотландии ураган, понимая, что «мерзкий выскочка» Фойль наносит ему уже сокрушительный удар.

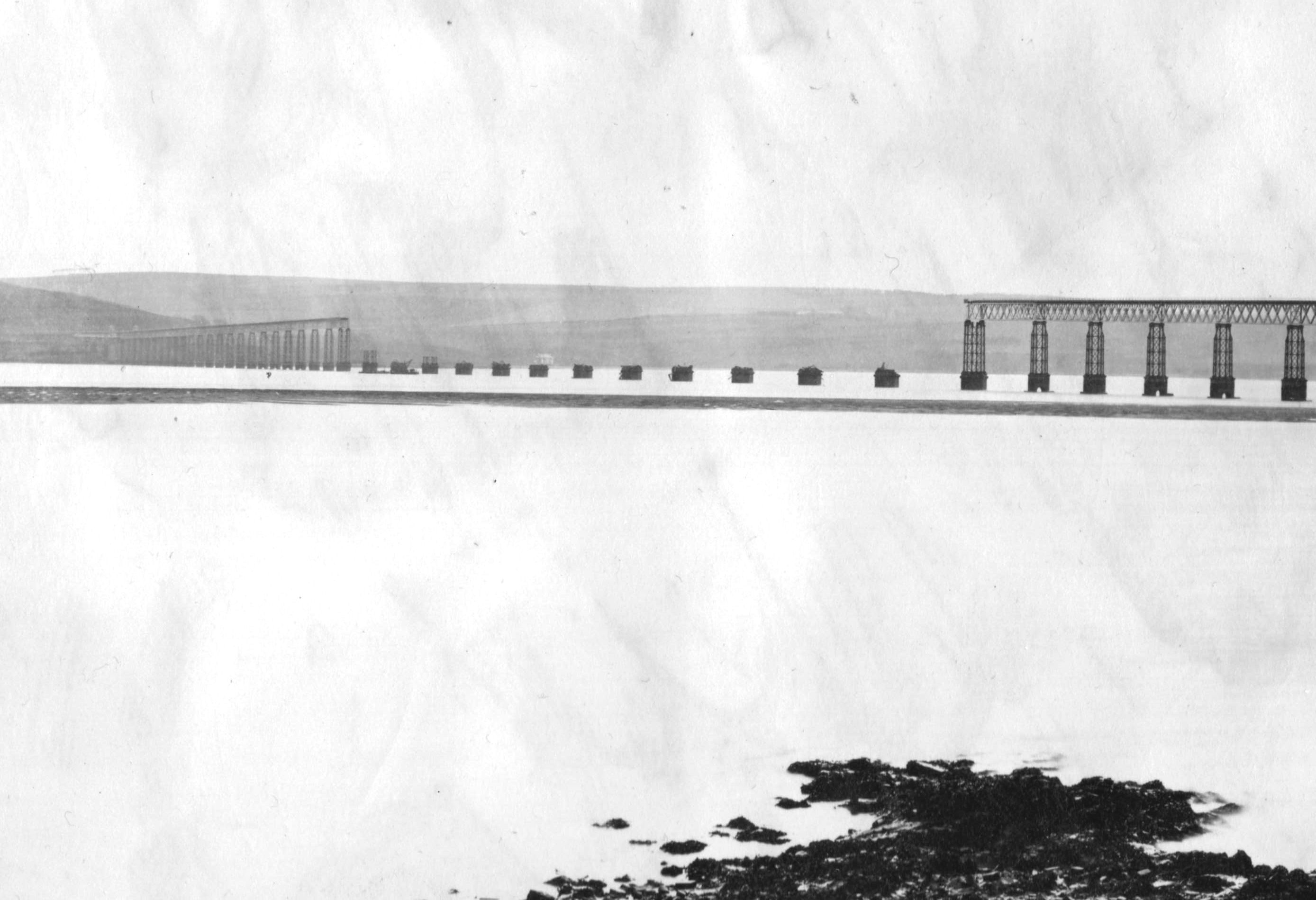
Тейский мост после разрушения

Мэри решает идти к семье Дениса в соседний город Дэррок, который находится в 5 км от Ливенфорда. По пути она чуть не тонет в реке и обессиленная оказывается на незнакомой ферме, где рожает недоношенного сына. Доктор Ренвик отвозит её и ребёнка в больницу. А в это время Денис, находясь в другой части страны, едет в Данди для совершения сделки, после которой будет обеспечен для переезда и свадьбы. Но по пути из-за урагана рушится железнодорожный мост, и он погибает, шепча на прощание: «Мэри» (этот эпизод фактически описывает реальное крушение Тейского моста 28 декабря 1879 года, жертвой которого стали 75 человек).

### Часть вторая
Наступает 1880 год. Все в Ливенфорде узнают, что сын Мэри умер в больнице, а сама она подхватила пневмонию, которую вылечил Ренвик, а после уехала в Лондон работать прислугой. Репутация Броуди заметно снижается. Вдобавок дверь в дверь с его лавкой открывается лавка конкурента — галантерейная фирма «Манджо и Ко», и его бизнес постепенно разрушается. Броуди начинает пить.
Проходит почти год. Мэтью, на которого так надеялись, возвращается домой после того, как его выгнали с работы. Он пьяный идёт в «дом свиданий» и начинает приставать к девушке, когда в комнату входит мужчина — его отец. Между ними происходит стычка: Мэт выстрелом пистолета царапает висок Броуди, за что получает удар промеж глаз. Та девушка является любовницей Броуди — буфетчица Нэнси. Броуди окончательно разоряется. Он теряет лавку, закладывает дом. Здоровье Маргарет пошатывается — у неё диагностируют рак матки, женщина умирает через восемь месяцев. Нэнси становится хозяйкой в доме, а чтобы прокормить семью, Броуди устраивается счетоводом в судостроительную верфь фирмы «Лэтта и Ко».

### Часть третья
Проходит пять месяцев с похорон миссис Броуди, наступает 1882 год. Нэнси, разочаровавшись в Джеймсе Броуди и уже несколько месяцев заигрывая с его сыном, сбегает с Мэтом в Рио-де-Жанейро, где его ждёт хорошая служба. В «Замок Броуди» возвращается Мэри по просьбе Несси, которой очень одиноко, и которая боится отца, ведь он под угрозами заставляет её круглыми сутками готовиться к сдаче экзамена для получения университетской стипендии фирмы «Лэтта и Ко», которую ещё ни разу не получала девочка, возлагая на неё последнюю надежду. Броуди не разрешает Мэри и подходить к Несси, но она в тайне от него заботится о сестре.
Мэри возобновляет общение с Ренвиком, который столько добра для неё сделал и продолжает делать, например, посылая сласти, и вскоре влюбляется в него. В день, когда Несси сдаёт экзамен, подвыпивший Броуди идёт на турнир Крикетного клуба, где рассказывает о своей дочке, о стипендии, и о том, как всем нос утрёт. Когда приходит письмо с результатом экзамена, Несси, волнуясь, открывает конверт и видит имя того, кто получил стипендию — Джон Грирсон, сын мэра города. Она впадает в отчаяние до безумства, прихорашивается, надевает лучшую одежду, ставит стул посередине кухни и вешается.
Бабушка Броуди, обнаружив её, с визгом выбегает из дома, встречает Мэри и заикаясь всё рассказывает. Мэри в панике снимает Несси с петли, зовёт Ренвика, который сразу же прибегает, но уже ничего не может поделать. Он, замечая страдание Мэри, признаётся ей в своей любви, говорит, что забирает её с собой, и что хочет на ней жениться. Приходит недоумевающий Джеймс Броуди. Ренвик указывает на Несси и говорит, кто виноват в её смерти, а затем уходит с Мэри. Броуди, задыхаясь, произносит: «Я любил мою Несси». Он, от которого отвернулись все знакомые, который потерял жену и любимую дочь, остаётся в своём Замке один с полубезумной матерью. Тяжелый стон вырывается из его груди.